# Iris senegalensis
Iris senegalensis är en bönsyrseart som beskrevs av Max Beier 1931. Iris senegalensis ingår i släktet Iris och familjen Tarachodidae. Inga underarter finns listade i Catalogue of Life.